# Municipio de Schuylkill (condado de Chester)
El municipio de Schuylkill (en inglés: Schuylkill Township) es un municipio ubicado en el condado de Chester en el estado estadounidense de Pensilvania. En el año 2000 tenía una población de 6960 habitantes y una densidad poblacional de 313,6 personas por km².

## Geografía
El municipio de Schuylkill se encuentra ubicado en las coordenadas 40°06′41″N 75°30′34″O / 40.11139, -75.50944.

## Demografía
Según la Oficina del Censo en 2000 los ingresos medios por hogar en la localidad eran de $86 092 y los ingresos medios por familia eran de $97 032. Los hombres tenían unos ingresos medios de $68 370 frente a los $37 733 para las mujeres. La renta per cápita de la localidad era de $43 379. Alrededor del 3,5% de la población estaba por debajo del umbral de pobreza.

## Educación
El Distrito Escolar del Área de Phoenixville gestiona escuelas públicas.